# Atletismo nos Jogos Pan-Americanos de 2007 - 3000 m com obstáculos masculino
Os 3000 metros com obstáculos foram um dos eventos do atletismo nos Jogos Pan-Americanos de 2007, no Rio de Janeiro. A prova foi disputada no Estádio Olímpico João Havelange em 28 de julho com 10 atletas de 7 países.

## Medalhistas
| Ouro   | USA Josh McAdams         |
| Prata  | USA Michael Spence       |
| Bronze | CUB José Alberto Sánchez |

## Recordes
Recordes mundiais e pan-Americanos antes da disputa dos Jogos Pan-Americanos de 2007.
| Tipo                             | Atleta                | Tempo   | Local         | Data                  |
| -------------------------------- | --------------------- | ------- | ------------- | --------------------- |
|                                  | Saif Saaeed Shaheen   | 7m53.63 | Bruxelas      | 3 de setembro de 2004 |
| Recorde dos Jogos Pan-Americanos | Wander do Prado Moura | 8m14.41 | Mar del Plata | 22 de março de 1995   |

## Resultados

### Final
A final dos 3000 metros com obstáculos foi disputada em 28 de julho as 17:40 (UTC-3).
| Pos.              | Atleta               | País               | Tempo   |
| ----------------- | -------------------- | ------------------ | ------- |
| Medalha de ouro   | Josh McAdams         | USA Estados Unidos | 8m30.49 |
| Medalha de prata  | Michael Spence       | USA Estados Unidos | 8m32.11 |
| Medalha de bronze | José Alberto Sánchez | CUB Cuba           | 8m36.07 |
| 4                 | Gladson Barbosa      | BRA Brasil         | 8m40.32 |
| 5                 | Mario Bazan          | PER Peru           | 8m44.70 |
| 6                 | Celso Ficagna        | BRA Brasil         | 8m45.94 |
| 7                 | Santiago Figueroa    | ARG Argentina      | 8m46.06 |
| 8                 | Alexander Greaux     | PUR Porto Rico     | 8m59.47 |
| 9                 | Diego Moreno         | PER Peru           | 9m01.08 |
| 10                | Sergio Lobos         | CHI Chile          | 9m08.55 |